# Mimudea subochralis
Mimudea subochralis là một loài bướm đêm trong họ Crambidae.